# Lamine Sahli
Pour les articles homonymes, voir Sahli.
 (février 2021).
Si vous disposez d'ouvrages ou d'articles de référence ou si vous connaissez des sites web de qualité traitant du thème abordé ici, merci de compléter l'article en donnant les références utiles à sa vérifiabilité et en les liant à la section « Notes et références ».
Lamine Sahli, né le 13 août 1976 à Alger, est un joueur international puis entraineur algérien de handball. En janvier 2020, il est nommé entraîneur du Groupement sportif des pétroliers.
Il compte 17 sélections en équipe nationale entre 1999 et 2011.

## Biographie
Le père de Lamine Sahli, Salem Sahli, joue au NAHD et est originaire de Sétif.
Lamine joue dès un jeune âge au handball et au football, où il est inscrit au NAHD sous l'instance de Chabane Merzekane. Il intègre ensuite l’équipe de handball d'El Madania. Il signe sa première licence en 1991.
Mené par Habib Khlaifia, il devient capitaine d’équipe mais ne parvient pas à entrer en première division. Il reçoit alors le premier salaire versé à un joueur de handball en Algérie. Il continue une saison de plus pour rejoindre ensuite le CS DNC Alger.
Il prend sa retraite sportive en 2015.
En tant qu'entraîneur, il a entraîné en 2024 le HBC El Biar.

## Palmarès en clubs
Compétitions internationales
- Vainqueur de la Ligue des champions d'Afrique en 2009.
  - Finaliste en 2010.

Compétitions nationales
- Vainqueur du Championnat d'Algérie en 2009, 2010, 2011, 2013, 2014
- Vainqueur de la Coupe d'Algérie en 2009, 2010, 2011, 2012, 2013, 2014
  - Finaliste en 2000

## Palmarès en équipe nationale
- Médaille d'or au Championnat arabe des nations en 2000
- Médaille de bronze au championnat d'Afrique des nations 2010